# توم نيوتن دان
توم نيوتن دان (بالإنجليزية: Tom Newton Dunn)‏ هو صحفي بريطاني، ولد في 16 ديسمبر 1973 في سانت بانكراس في المملكة المتحدة.